# Tótszerdahely

Znak obce

Tótszerdahely (chorvatsky Serdahel nebo Serdahelj) je obec v okresu Letenye v župě Zala, v jihozápadní části Maďarska. V lednu 2015 zde žilo 1081 obyvatel. Podle počtu obyvatel je to třetí největší obec v okrese.

## Poloha, popis
Obec se rozkládá zhruba 7,5 km jihovýchodně od okresního města. Její rozloha je 12,3 km². Povrch je mírně kopcovitý, svažující se k jihu. Při jižním okraji území protéká řeka Mura, která tvoří hranici s Chorvatskem. Nadmořská výška území je zhruba od 130 do 160 m.

## Doprava
Středem obce prochází silnice č. 6835, spojující město Letenye s obcí Murakeresztúr, u níž se nachází železniční přechod z Maďarska do Chorvatska.

## Zajímavosti obce
- Nová budova základní školy
- Moderní kostel Srdce Ježíšova (Jézus Szíve)